# Who's That Girl World Tour
The Who's That Girl World Tour je druga koncertna turneja američke pjevačice Madonne u svrhu promocije trećeg studijskog albuma True Blue i soundtracka Who's That Girl. Ovo je ujedni i prva Madonnina svjetska tuneja koja je obišla Aziju, Sjevernu Ameriku i Europu.

## O turneji
Ovo je bila prva Madonnina turneja koja je obišla i druge kontinente osim Sjeverne Amerike. Koncerti su održani još u Europi i Japanu, koji su zajedno sa Sjevernom Amerikom bile glavne regije Madonnine popularnosti. Ovo je bila jedna od Top 10 turneja 1987. u Sjevernoj Americi, sa zaradom većom od 20 milijuna $, što bi značilo više od pola milijana dolara po koncertu.
Madonna je imala sedam presvlačenja tijekom koncerta. Sve odjevne predmete je kreirala Marlene Stewart. Za razliku od prve turneje, ova je bila dosta dinamična, dramatična i pomalo kontroverzna. Koristila je pomične dijelove pozornice, multimedijalne dijelove koji su upotpunjavali Madonninu koreografiju i pjesme. Nekoliko puta tijekom koncerta su se na velikom ekranu prikazivale poruke i komentari na društvo i religiju (religijske - Papa Ivan Pavao II., tadašnjeg predsjednika SAD-a Ronald Regana i seksualne poput 'sigurnog seksa'). Od zadnje turneje se osjetila velika promjena u glasu, koji je postao snažniji. Samu sebe je promijenila, smršavjela je, skratila je i izbjelila kosu te je pokazala novu snagu i samopouzdanje koje joj je prije nedostajalo.
Na turneji ju je pratio 16-godišnji Christopher Finch. On je mijenjao Felixa Howarda, dečka iz glazbenog videa za pjesmu "Open Your Heart" koji nije mogao dobiti dozvolu za izostanak s posla.
U Japanu je Madonnu u zračnoj postaji dočekalo 25.000 obožavatelja. Kako je bilo veliko nevrijeme, otkazan je prvi koncert. Ali su razočarani fanovi ipak došli pred stadion. Madonna je bila suočena s tinejdžerima koji su bili van svake kontrole, koji su kisnuli, ali ipak je vraćeno 7 milijuna $ od prodaje karat i koncert je otkazan.
Koncert u Madison Square Gardenu u New Yorku je bio isključivo u humanitarne svrhe. Sav prihod s koncerta je išao za oboljele od AIDS-a. Na tom koncertu je izvedbu "Live to Tell" posvetila njenom prijatelji i dizajneru za njen video spot "Burning Up" Martinu Burgoyneu.
Madonnina prva dva koncerta na Wembley stadionu u Londonu su rasprodana u rekordnom vremenu od 18 sati i 9 minuta (144.000 karata).

## Popis pjesama
1. "Open Your Heart"
2. "Lucky Star"
3. "True Blue"
4. "Papa Don't Preach"
5. "White Heat"
6. "Causing a Commotion"
7. "The Look of Love"
8. Zajedno: 
  1. "Dress You Up"
  2. "Material Girl"
  3. "Like a Virgin"  (s elementima "I Can't Help Myself (Sugar Pie Honey Bunch)")
9. "Where's the Party"
10. "Live to Tell"
11. "Into the Groove"
12. "La Isla Bonita"
13. "Who's That Girl"
14. "Holiday"

## Datumi koncerta
| Datum              | Grad             | Država     | Mjesto                             |
| ------------------ | ---------------- | ---------- | ---------------------------------- |
| Japan              |                  |            |                                    |
| 14. lipnja 1987.   | Osaka            | Japan      | Osaka Stadium                      |
| 15. lipnja 1987.   | Osaka            | Japan      | Osaka Stadium                      |
| 21. lipnja 1987.   | Tokio            | Japan      | Korakuen Stadium                   |
| 22. lipnja 1987.   | Tokio            | Japan      | Korakuen Stadium                   |
| Sjeverna Amerika   |                  |            |                                    |
| 27. lipnja 1987.   | Miami            | SAD        | Orange Bowl                        |
| 29. lipnja 1987.   | Atlanta          | SAD        | Omni Coliseum                      |
| 2. srpnja 1987.    | Washington, D.C. | SAD        | Robert F. Kennedy Memorial Stadium |
| 4. srpnja 1987.    | Toronto          | Kanada     | CNE Stadium                        |
| 6. srpnja 1987.    | Montreal         | Kanada     | Montreal Forum                     |
| 7. srpnja 1987.    | Montreal         | Kanada     | Montreal Forum                     |
| 9. srpnja 1987.    | Foxboro          | SAD        | Sullivan Stadium                   |
| 11. srpnja 1987.   | Philadelphia     | SAD        | Veterans Stadium                   |
| 13. srpnja 1987.   | New York         | SAD        | Madison Square Garden              |
| 15. srpnja 1987.   | Seattle          | SAD        | Kingdome                           |
| 18. srpnja 1987.   | Anaheim          | SAD        | Anaheim Stadium                    |
| 20. srpnja 1987.   | Mountain View    | SAD        | Shoreline Amphitheatre             |
| 21. srpnja 1987.   | Mountain View    | SAD        | Shoreline Amphitheatre             |
| 24. srpnja 1987.   | Houston          | SAD        | Astrodome                          |
| 26. srpnja 1987.   | Irving           | SAD        | Texas Stadium                      |
| 29. srpnja 1987.   | St. Paul         | SAD        | St. Paul Civic Center              |
| 31. srpnja 1987.   | Chicago          | SAD        | Soldier Field                      |
| 2. kolovoza 1987.  | East Troy        | SAD        | Alpine Valley Music Theatre        |
| 4. kolovoza 1987.  | Richfield        | SAD        | Richfield Coliseum                 |
| 5. kolovoza 1987.  | Richfield        | SAD        | Richfield Coliseum                 |
| 7. kolovoza 1987.  | Pontiac          | SAD        | Pontiac Silverdome                 |
| 9. kolovoza 1987.  | East Rutherford  | SAD        | Giants Stadium                     |
| Europa             |                  |            |                                    |
| 15. kolovoza 1987. | Leeds            | Engleska   | Roundhay Park                      |
| 18. kolovoza 1987. | London           | Engleska   | Wembley Stadium                    |
| 19. kolovoza 1987. | London           | Engleska   | Wembley Stadium                    |
| 20. kolovoza 1987. | London           | Engleska   | Wembley Stadium                    |
| 22. kolovoza 1987. | Frankfurt        | Njemačka   | Waldstadion                        |
| 25. kolovoza 1987. | Rotterdam        | Nizozemska | Feyenoord Stadium                  |
| 26. kolovoza 1987. | Rotterdam        | Nizozemska | Feyenoord Stadium                  |
| 29. kolovoza 1987. | Pariz            | Francuska  | Parc de Sceaux                     |
| 31. kolovoza 1987. | Nica             | Francuska  | Stade de l'Ouest                   |
| 4. rujna 1987.     | Torino           | Italija    | Stadio Comunale                    |
| 6. rujna 1987.     | Firenca          | Italija    | Stadio Comunale                    |

### Dodatne napomene
- Koncert 20. lipnja 1987. u Japanu je otkazan zbog velikog nevremana, te su time izazvani veliki nemiri.[1]
- 27. lipnja 1987. u Miamiu na prvom koncertu sjevernoameričkog dijela turneje, padala je kiša. Gledatelji su došli na stadion i čekali Madonnu. Predgrupa nije nastupala. kako je kiša ipak prestala, koncert je održan sa zakašnjenjem od sat i pol vremena od zakazanog.
- 31. kolovoza 1987. je zakazan koncert u Baselu u Švicarskoj, te su već isprintani posteri koncerta i mapa stadiona, ali je koncert otkazan zbog nemogućnosti dogovora Madonninog menadžera i švicarskog organizatora Good News. Umjesto ovog koncerta je organiziran koncert u Nici.

## Reakcije
Ovo je bila druga najveća ženska turneja 1987. nakon turneje Tine Turner Break Every RuleTour, iako se neki koncerti nisu rasprodali do kraja ali su bili blizu tome (koncert u Miamiu je bio predviđen za 60.000 ljudi). Madonna je do danas jedina ženska izvođačica koja je pjevala na velikim stadionima u Sjevernoj Americi (koncert u Madison Square Gardenu je bio dobrotvorni koncert). Prva dva koncerta na Wembley stadionu su rasprodana u rekordno vrijeme od 18 sati i 9 minuta (144.000 karat). Ali je na koncertu u Leedsu ostalo slobodno još 10.000 karata. Madonnin koncert u Parizu koji je održan pred 130.000 ljudi je ostao Madonnin koncert s najvećom publikom do danas.

## Snimanje koncerta
Who's That Girl - Live In Japan je izdan u samo u Japanu 1987 a prikazivao je snimku koncerta iz Tokija. 
1988. je izdan VHS Ciao, Italia! – Live from Italy u cijelom svijetu. Kasnije je bio dostupan kao DVD izdanje